# Corminus rufofuscus
Corminus rufofuscus är en skalbaggsart som beskrevs av Moser 1924. Corminus rufofuscus ingår i släktet Corminus och familjen Melolonthidae. Inga underarter finns listade i Catalogue of Life.